# Cratere Denning (Marte)
Denning è un cratere sulla superficie di Marte.
Il cratere è dedicato all'astronomo britannico William Frederick Denning.